# Harpactirella treleaveni
Harpactirella treleaveni är en spindelart som beskrevs av William Frederick Purcell 1902. Harpactirella treleaveni ingår i släktet Harpactirella och familjen fågelspindlar. Inga underarter finns listade i Catalogue of Life.